# 洛杉矶道奇
洛杉磯道奇（英語：Los Angeles Dodgers），是一支位於洛杉磯的職業棒球隊，隸屬於美國職棒大聯盟國家聯盟西區。球隊主場為道奇體育場。

## 歷史

### 早期布魯克林棒球歷史
在1850年代時，布魯克林曾是許多傑出的棒球俱樂部的所在地，國家職業棒球員協會16個成員中八個來自布魯克林，包括大西洋隊（Atlantics）、艾克福德隊（Eckfords）和精進隊（Excelsiors），他們主宰了1860年代大部份時候的賽場。
布魯克林也是第一場收費球賽，紐約和布魯克林之間在1958年一系列全明星三連賽的所在地，因而協助了棒球的商業化，布魯克林還擁有最早的兩個封閉式棒球場，聯邦球場（Union Grounds）和卡皮托蘭球場（Capitoline Grounds），專屬的封閉式球場加快了從業餘轉成職業的進化。
雖然布魯克林眾俱樂部在國家棒球員協會很成功，官方的說法是業餘至1869年，但在1871年成立的第一個職業聯盟，國家職業棒球員協會，他們參與的卻只有弱隊，精進隊在內戰後不再挑戰業餘冠軍賽更從未進入職業國家協會，艾克福德隊和大西洋隊直至1872年前皆拒絕加入，因而失去了他們最好的球員，伊克伏德隊僅存活了一季，大西洋隊四季，成績皆不好。
國家聯盟在1876年取代了國家協會，並分配與它的八名成員專屬地域，大西洋隊因為和紐約同好隊重疊而被除名，不久後同好隊也被驅逐，哈特福深藍隊取而代之並更名為布魯克林哈特福隊。他們在1877年使用聯邦球場做為主場直到解散。

### 布魯克林道奇隊
後來成為國家聯盟道奇隊的那個布魯克林棒球俱樂部成立於1883年，並在隔年加入美國協會。此隊原被稱為大西洋隊（源於早前國家協會的那支球隊），後稱為灰人隊 (Grays)。1888年數名球員接連結婚後，媒體開始將此隊稱為布魯克林新郎隊，新郎隊贏得1889年的美聯冠軍。1890年轉到國家聯盟後，此隊成為連續贏得主要聯盟不同聯賽的三支球隊中的第一支，也是其中唯一一支棒球隊（另兩隊為1948-1949明尼亞波利湖人隊和1949-1950克里夫蘭布朗隊）。
這之後過了八年，才再次取得成功，因為兩俱樂部共資，快解散的國聯巴爾的摩金鶯隊(Baltimore Orioles, NL)賣了數位名人堂上的球員與布魯克林隊，一起過來的還有總教練南德·漢隆（Ned Hanlon），這使布魯克林隊立刻陷入內爭。布魯克林超霸隊（Brooklyn Superbas）隊（此隊在1890年代末期被如此稱呼因為他們的總教練和當時著名特技表演團Hanlon's Superbas同名）後不負己名，贏得了1899年和1900年的冠軍。
在這個時期球隊主要在兩個球場比賽，華盛頓球場（Washington Park）和東球場（Eastern Park）。1890年代在東球場比賽時，由於當時的布魯克林區大眾運輸工具已十分發達，走在街道上需小心閃躲往來頻繁的Trolley(一種有軌電車)，所以球隊又被暱稱為Trolley Dodgers(電車閃避者)，後來就簡稱為Dodgers，也就是今日隊名的由來。
俱樂部在這段期間也進行了一系列合併，在1888年購得紐約大都會（New York Metropolitans）以保護領域和取得球星合約，在1891年服從球員聯盟的仲裁和布魯克林奇跡隊（Brooklyn Wonders）合併，並在1900年為了鞏固國家聯盟眾俱樂部而和巴爾的摩金鶯隊合併。
1902年，漢隆表示了他想買下經營權並將球隊遷（回）去巴爾的摩的欲望，但他的計劃被一名畢生奉獻於此俱樂部的老員工，查理斯·艾必斯（Charles Ebbets）所阻。艾必斯，為了買下球隊使之留在布魯克林，使自己負債累累。艾必斯的野心並不止於擁有此球隊，他想用一座新球場取代老舊不堪的華盛頓球場，又再一次的大量投資於艾必斯野場（Ebbets Field）的建設。此地後在1913年成為道奇隊的根據地。

### 「羅賓叔叔」和「傻瓜男孩」
總教練威爾伯特·羅賓森（Wilbert Robinson），又一個前巴爾的摩人，綽號「羅賓叔叔」(Uncle Robbie)，將布魯克林隊帶回往日榮光。布魯克林羅賓隊憑著國聯冠軍，挑戰1916年和1920年的世界大賽，雖然兩次皆敗，但也頑強奮鬥了許多季。
在成為董事長後，羅賓專注於棒球場的能力下滑，在1920年代此球隊常被取笑為「傻瓜男孩」（Daffiness Boys），意指他們集中力渙散、失誤頻頻的玩球風格。外野手貝比·赫門（Babe Herman）同時是打擊和搞笑的老大。被移除俱樂部董事長之位後，羅賓重回教練，俱樂部的表現回升了一些。
羅賓在1931年退休，接替其他留下的總教練職位的是馬克思·凱瑞（Max Carey）。雖然一些人建議將羅賓隊更名為「布魯克林金絲雀隊」(Brooklyn Canaries，因凱瑞原名之姓為Carnarius)，但最後用回布魯克林道奇隊之名。也是在這個時期維樂德·慕林(Willard Mullin)，一位著名運動卡通畫家，為布魯克林隊定了深受歡迎的暱稱「Dem Bums」（那些流民）。在聽到他的計程車司機詢問：「那些流民今天幹的怎樣?」後，慕林決定在他在紐約世界電報的卡通專欄畫一幅誇化的當時著名馬戲團小丑艾米特·凱利(Emmett Kelly)來代表道奇隊，他的畫和暱稱引起廣大注意，甚至到後來許多道奇年刊封面，皆印有慕林所描繪的布魯克林流民。
也許傻瓜男孩時期的高潮是在威爾伯特·羅賓森離開選手休息區後發生的。在1934年，紐約巨人隊總教練比爾·泰瑞（Bill Terry）被詢問他認為道奇隊贏得冠軍的可能性時，尖銳的回應道:「布魯克林還在聯盟內嗎!?」。現由凱西·史坦久（Casey Stengel，1910年代曾為布魯克林球員，後至其他隊教練時取得很大成功）教練，1934年的道奇隊決心讓自己的存在為人知曉。此季近終了時，巨人隊戰績和聖路易紅雀隊平手，巨人隊還有幾場與道奇隊的比賽，史坦久率領他的流民們在決定性時刻前往波羅球場（Polo Grounds），連勝巨人隊二次並將他們KO出冠軍爭奪賽，「瓦斯房幫」（Gas House Gang）紅雀隊在同二天連勝紅人隊確定了贏得冠軍。
這段時期的一個重要變化是賴利·馬克菲爾（Larry MacPhail）被任命為道奇總經理。馬克菲爾，做為在當辛辛那提紅人隊總經理時將夜間棒球引入了大聯盟的人，將夜間棒球引入道奇主場賽並下令對艾必斯野場進行了一次成功的重新裝潢。他還在1939年將紅人隊的喉舌瑞德·巴伯爾（Red Barber）帶來布魯克林，使之成為道奇隊的首席播報員，在破壞了紐約棒球執行長間因為害怕會影響主場隊的出席人數而定的禁止現場轉播的協定後不久。
馬克菲爾在道奇隊待到1942年，後為了第二次世界大戰回到軍中，他之後成為紐約洋基隊合夥人，並不成功的競標巴伯爾加入他成為布朗克斯的播報員。他的兒子李·馬克菲爾（Lee MacPhail）和孫子安迪·馬克菲爾（Andy MacPhail）後也成為大聯盟球隊的執行長。
1939年8月26日，布魯克林隊在艾必斯野場以6-1擊敗紅人隊的球賽是第一場電視轉播的大聯盟球賽。擊球安全帽是由道奇在1941年引入大聯盟。

### 打破膚色藩籬
幾乎整個20世紀前半，沒有一個非裔美國人能在大聯盟的球隊打球，雖然發展出了一個與之平行的黑人聯盟，但大多數球隊皆未有在全國觀眾面前展現他們技術的機會。在1947年4月15日，傑基·羅賓森以布魯克林道奇隊一員的身份，成為第一位在大聯盟球隊打球的非裔美國人。總經理布蘭奇·瑞基（Branch Rickey）的奔走對此事貢獻良多，信仰虔誠的瑞基如此做的動機，似乎主要基於道德因素，但商業考量也同時存在。瑞基是衛理公會（今聯合衛理公會）的成員，一個社會正義的強烈支持者，後活躍於公民權力運動。最後，瑞基以83歲的高齡，在密蘇里州逝世。
此事件預示著美國運動界整合，和隨之而來黑人聯盟的衰落，並被認為是美國民權運動的里程標。羅賓森是一位很傑出的球員，一位快速跑者，並被授予首次頒發的年度最佳新人獎，羅賓森最後進入名人堂。

### 「等明年吧!」

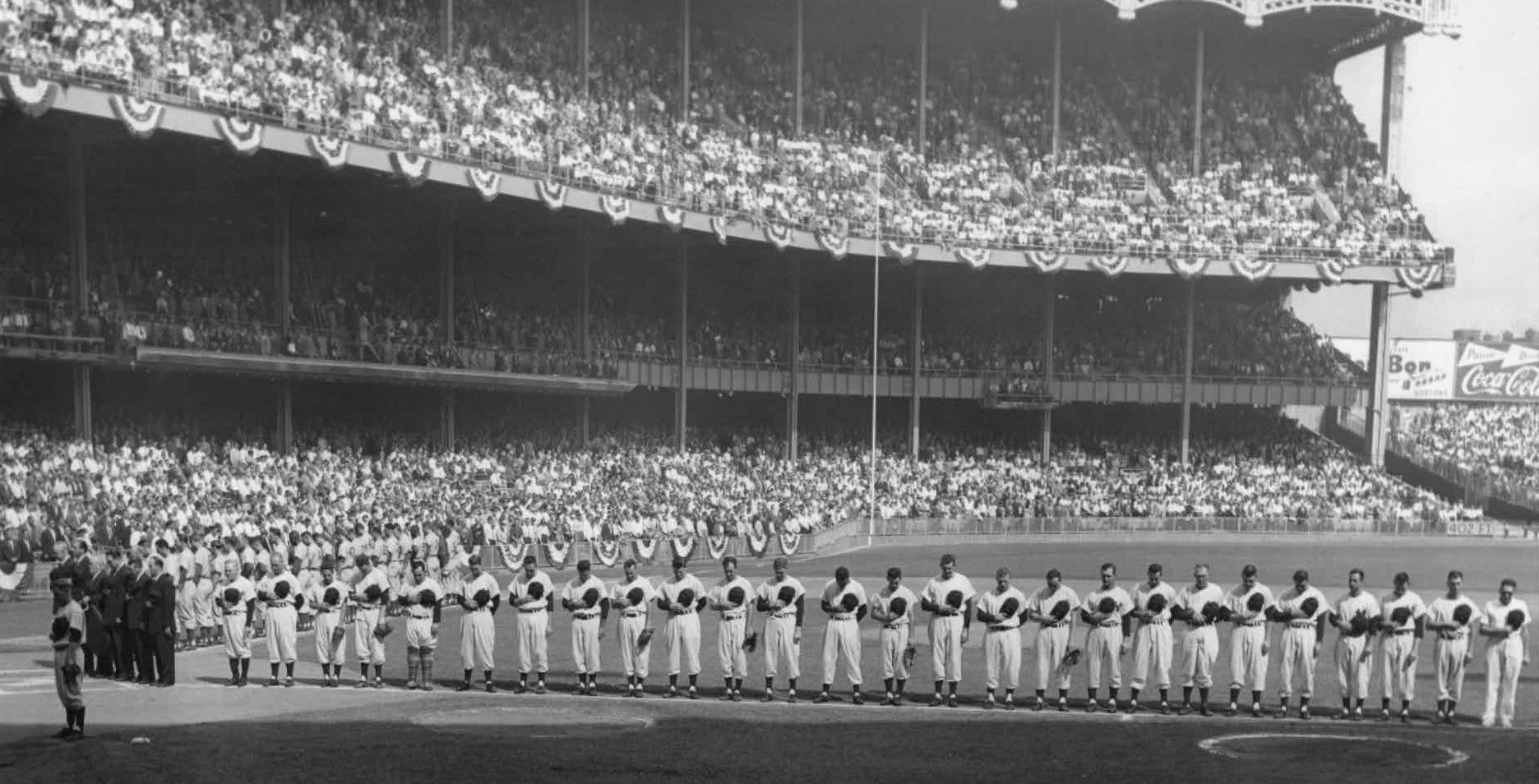
1955年世界大賽

在1920年代和1930年代的慘淡時期過後，道奇隊被先後總經理賴利·馬克菲爾（Larry MacPhail）和傳奇性的布蘭奇·瑞基（Branch Rickey）重建成一支有戰力的俱樂部。在皮·維·瑞斯、傑基·羅賓森、內野的吉爾·哈吉斯（Gil Hodges）、中外野的杜克·史奈德）、本壘板後的羅伊·坎潘奈拉、投手丘上的唐·紐康（Don Newcombe）等人的領隊下，道奇贏得1941年、1947年、1949年、1952年和1953年的國聯冠軍。不過在全部這五場世界大賽，他們皆敗給紐約洋基隊，持續期待，然後最終失望，變此隊長期受苦球迷的每年必經儀式，「等明年吧!」（Wait till next year!），也變成了道奇的非官方口號。
雖然道奇在這段時期大至算是成功，但在1951年，他們成為棒球歷史上最大的慘敗之一的受害者。在8月11日，道奇在國家聯盟以13又1/2場遙遙領先他們最大的敵人紐約巨人隊，不過從此時開始到季終，雖然道奇取得26-22的成績，但巨人隊令人驚異的贏了他們最後44場球賽中的37場，其中更包括最後的七場連贏。在季末總結時，道奇和巨人同列第一，因而必須打一場3連賽爭奪冠軍。巨人隊以3-1拿下第一場，然後在第二場被道奇的克蘭·萊賓（Clem Labine）以10-0完封，因此最後一場決勝負且布魯克林看似穩拿冠軍了，因為他們在九局下半時以4-2領先，不過，巨人隊第三棒巴比·湯森從道奇隊羅夫·伯蘭克（Ralph Branca）手中擊出一支漂亮的三分再見全壘打，戲劇性的為紐約贏得了國家聯盟冠軍。此全壘打今日被稱為「響徹世界的一擊」（Shot Heard 'Round The World），儘管它代表的是擊潰道奇的打擊，但被廣泛認為是棒球歷史上最偉大的一刻之一。
在1955年的世界大賽，此時道奇的核心隊員已開始老化，「明年」終於來了，在年輕左撇子強尼·波德瑞斯的一流投球表現帶領下，「夏日男孩們」在七場比賽中擊落布朗克斯轟炸機。波德瑞斯贏了世界大賽中的兩場，包括決定性的第七場。
1956年，雖然道奇在世界大賽又輸給洋基，其間洋基投手唐·拉森更投出棒球歷史上唯一一場季後賽完全比賽，但卻已無甚所謂，布魯克林球迷有了他們凱旋的回憶，而且很快這將是他們僅剩的。如同數十年後比利·喬（Billy Joel）的單曲《戰火不是我們燃起的》（We Didn't Start the Fire）緬懷此勝利的歌詞所述，「布魯克林有一支勝利的球隊」。

### 遷至加州
地產商沃特·歐馬利（Walter O'Malley）在1950年買下了他的合夥人布蘭奇·瑞基手中的股票，從而取得此球隊的多數股份。不久後他開始在布魯克林尋找土地好蓋一棟比艾必斯野場交通更方便、佈局更好的球場，艾必斯野場雖然曾經極受喜愛，但已過為老舊，影響嚴重到甚至道奇在冠軍賽高潮時也難以賣出座位（儘管主宰此聯盟1946年至1957年多數時候）。
不過紐約市建築協調人羅伯·摩斯，希望迫使歐馬利使用位於皇后區伏拉辛·梅斗斯公園（Flushing Meadows Park）的場址 – 此地最終成為席亞球場（Shea Stadium）的所在地。摩斯的規劃是希望造一個由市政府建造、市政府擁有的球場，這與歐馬利的地產利益嚴重衝突。在歐馬利明瞭他將不會在布魯克林買到任何合適土地後，他開始考慮其它地點。
當洛杉磯官員出席1955年世界大賽，希望慫恿一支球隊遷至天使之城時，他們想都沒想過道奇隊，他們原本的目標是排名低的華盛頓參議員隊（後在1961年遷至明尼蘇達成為明尼蘇達雙城隊），這時候歐馬利正在找一個備案以免萬一摩斯和其他紐約的政治人物拒絕讓他在布魯克林蓋他想要的球場，他傳話給洛杉磯官員表示他有興趣談談，結果洛杉磯提供了他紐約不會給的，一個買合適土地蓋球場的機會。
同一時間紐約巨人隊的老闆霍瑞斯·史東漢（Horace Stoneham），也面臨著類似的難以尋找土地蓋新球場取代老舊波羅球場的困境，結果這兩隊死敵在1957年季後一同遷至西岸。在1958年4月18日，道奇在洛杉磯紀念競技場（Los Angeles Memorial Coliseum），在78,672名球迷面前，打了他們在洛杉磯的第一場比賽，以6-5擊敗了前紐約現舊金山巨人隊。

#### 遷移爭議
道奇的遷移引起了許多爭議，也許比同時期的任何球隊的遷移都更多，特別是沃特·歐馬利，他被老布魯克林道奇球迷們視為大壞蛋，但也被洛杉磯人視為英雄，因帶了一隻大聯盟球隊到他們的城市。老布魯克林道奇球迷們相信他的行為顯示了他的自私和貪婪，但同樣描述也可以用在阻礙他的紐約政治人物，雙方皆非常頑固並嚴重誤判對方。也應該須注意的事的是布魯克林在各種社會壓力下，已不再像過去那樣適合做為一支棒球隊的所在地，事實上，爭論雙方的提議皆是將道奇搬離布魯克林。（摩斯在伏拉辛·梅斗斯設置球隊的計劃在數年後實現，紐約大都會隊開始在席亞球場比賽。）歐馬利的遠見也值得加分，在1958年以前，位於密蘇里的城市通常就是大聯盟球隊最西方的邊境，而如今的30個球隊中，有12個將他們的根據地設在更西邊。
反對方認為，即使以艾必斯野場的不利條件，道奇仍是國聯在1950年代獲利第二高的球隊，其他的球隊（如波士頓紅襪隊）也證實了可以在和艾必斯野場一樣老的場地獲得成功，所處地點和布魯克林面臨一樣類似改變和挑戰的紐約洋基隊，也仍然吸引大批人潮前往布朗克斯。摩斯對歐馬利的球場反對的理由可能並非沒有根據，道奇的老闆希望在Atlantic和Flatbush大道的繁忙交插口丟下一個餅乾模球場，這將須要進行政治上和財政上都會出現問題的巨大都市更新計畫  （页面存档备份，存于），摩斯也相信此計畫會對交通產生如「中國長城」般的阻礙。道奇所提出的大西洋後院計劃（Atlantic Yards），包括在提議的道奇球場的街對面再蓋一棟運動場容納NBA新澤西籃網隊，遇到了布魯克林政治家和社區運動人士們的反對，他們認為它的規模可能會毀掉社區特色。
許多專欄家認為歐馬利蓄意讓自己的球場提議顯得不現實，以強化自己是被紐約政治人物趕走的主張。歐馬利曾在他的桌上放了一個道奇新球場的模型，然後在向公眾推銷它優點的同時，私下卻與洛杉磯政治人物進行協商。不過許多摩斯的學者會將箭頭指向摩斯近乎病態的不妥協性格，摩斯公然的輕蔑公眾和媒體對他的計劃的批評，然而1950年代紐約市的政治架構使他幾乎總是可以得嘗所願。儘管如此，卓越的紐約領袖們學會了用互惠的方式與他打交道，弗朗西斯·斯佩爾曼紅衣主教（Francis Cardinal Spellman）甚至能使摩斯為福德漢大學（Fordham University）在曼哈頓加蓋一區。在1950年代時，紐約市僅有皇后區還有大片的未開發土地，一個摩斯非常瞭解的事實。
此外，歐馬利也不是第一個看出洛杉磯未來可能性的球隊老闆，聖路易棕人隊曾計劃在1941年季後搬去LA，原本將在1941年12月8日的股東會就此項遷移進行投票，但因日本偷襲珍珠港而取消。
在2000年世界大賽時，羅傑·坎（Roger Kahn）為洛杉磯時報寫了一篇評論，內中回憶他與紐約州和紐約市官員為購買道奇組成的團隊同坐時的情形，歐馬利家族在1998年將球隊拿出來賣，此團隊受命趁此機會將道奇遷回布魯克林，坎說團隊提出的報價被歐馬利家族拒絕，具體金額，他說，比魯柏·梅鐸後來付出的價碼高，坎認為歐馬利家族的拒絕是因為道奇被趕出紐約的已是此球隊迷思的一部份，坎說歐馬利家族須要此迷思更甚於錢。

### 新開始
沃特·歐馬利夢想中的體育場的建造很快在位於L.A.市區北部山丘區的切瓦士山谷（Chavez Ravine）展開，但出現了一些政治糾紛，許多當地的西班牙裔和窮人拒絕對他們土地的徵收（之前為了一個國民住宅計畫已徵收了的土地），並得到一些公眾同情。不過仍然，歐馬利和市政府的決心並未動搖，因此建設繼續。這些居民對於遷移的抗爭後被稱為切瓦士山谷之役（Battle of Chavez Ravine）。
在建造期間，道奇在1958年到1961年間在洛杉磯紀念體育館打他們的主場賽，這是一個為了主辦1932年夏季奧林匹克而建造的龐大足球和田徑體育場。洛杉磯紀念體育館的佈局對棒球並非最理想，要將一個鑽石裝進一個橢圓形體育場的唯一方法，就是將三壘線沿橢圓的短軸佈設，一壘線沿橢圓的長軸（見圖），這導致左外野牆距本壘板只有大約250英呎（76.2m），因此豎立了一個40英呎（12.2m）高的擋牆以避免太容易擊出全壘打。不過仍然，1958年的賽期有182支全壘打打往左外野，只有三支打往中外野和八支右外野。
在1959年，道奇在季終和密爾瓦基勇士隊平手，然後道奇贏了決定賽。1959年也是使洋基隊未贏得世界大賽冠軍的一年，這是1949年到1964年的16年間僅有的二年之一。在一次愉快的世界大賽，道奇在六場比賽中擊敗了芝加哥白襪隊，將球隊和它的加州球迷間的聯繫緊密鞏固起來。

### 投球、防禦和速度
道奇體育場的建造如期完成，並在1962年開幕，它的乾淨、簡潔造型和在山丘與椰樹間的如畫佈局，使得此球場很快成為道奇和他們新的加州生活方式的一個代表性標誌，並且甚至至今仍然是最受推崇的棒球場之一。歐馬利決心球場內將不會有一個視野差的坐位，並於正面看台設立懸臂以達成此事，此設計後被廣泛效法。對此隊更重要的是，此球場的獨特佈局，加上其他影響因素，使得防守比進攻更有利，道奇為取得此優勢而組成一隊能擅長投球的球隊。
此隊在1960年代能成功的核心是山迪·柯法斯和唐·崔斯戴爾（Don Drysdale）兩人的完美投球，他們在1962到1966年期間合共贏得五次賽揚獎中的四次，此時期賽揚獎僅授與兩大聯盟中的一名最佳投手。其他頂尖投手還有克勞德·奧斯丁（Claude Osteen）、年老的強尼·波德瑞斯和救援投手隆·佩安諾斯基（Ron Perranoski）。擊球攻擊，在另一方面，則不那麼另人滿意，且多數的進攻火花來自游擊手莫瑞·威爾斯（Maury Wills）的快腳，他從1960年到1965年間都取得國聯的盜壘次數第一，並在1962年盜了破紀錄的104次壘。道奇的戰略曾被人如此形容:「威爾斯打個一壘安打，盜到二壘，再用滾地球跑到三壘，一個犧牲高飛球把他送回本壘，柯法斯和崔斯戴爾投出完封，然後道奇以一比零獲勝。」雖然很少比賽完全照這模式進行，道奇確實贏了很多低得分的比賽。
1962年的戰績再次打平，然後在決定賽道奇被他們的大敵巨人隊擊敗，不過道奇在之後四年裡繼續贏了三年的冠軍。1963年的世界大賽是對上洋基隊的一次漂亮四連勝，先前口氣很大布朗克斯轟炸機面對柯法斯、波德瑞斯和崔斯戴爾等堅強投手陣容甚至未曾領先過一局。在1964年的受傷災難後，道奇重新彈起在對上明尼蘇達雙城隊七場賽事中驚險的贏得了1965年的世界大賽，第一場賽事開始於贖罪日，柯法斯（他是猶太人）拒絕在聖日投球，一個令他廣受讚揚的決定，道奇在輸掉最初兩場後逆轉，由柯法斯在第五場和第七場（中間僅有兩日休息）投出完封後獲勝，柯法斯也贏得當年的世界大賽最有價值球員獎。
道奇在1966年再次贏得冠軍，但球隊已欲振乏力而被巴爾的摩金鶯隊在世界大賽橫掃。山迪·柯法斯在此年冬季退休，他的職業生涯因投球手肘的關節炎而被迫縮短，威爾斯在冒犯歐馬利後被交易走，崔斯戴爾仍然很好用，並在1968年創下新連續未失分紀錄，但他也同樣因受傷而提早退休。此後數季道奇在水準以下的同時，新一代的年輕核心球員在他們的牧場系統內培養。他們在1974年再贏了一次冠軍，雖然他們在世界大賽被奧克蘭運動家隊很快就打發，但這是一個將來的好事的前兆。

### 拉索達時代
自1953年起，長達23年的時間，道奇是由沃特·歐斯頓（Walter Alston）當總教練，他是一個安靜、沉穩並極受他的球員們尊敬的人。歐斯頓的任期是棒球歷史上任職單一隊總教練時間第三長的人，前兩者為康尼·馬克（Connie Mack）和約翰·麥葛洛（John McGraw）。在贏得七次國聯冠軍和四次世界大賽後，他在1976年接近季末時退休，清除了由另一個性格完全不同的人出掌道奇的障礙。
湯米·拉索達（Tommy Lasorda）是一位49歲的前小聯盟投手，他是歐斯頓之下此球隊的首席教練，並在之前曾任職道奇的頂尖小聯盟球隊的總教練，他是個有趣又合群的人，一個狂熱的加油隊長相對歐斯頓沉默的性格，他很快變成一位著名人物，並和法蘭克·辛納屈等名人交往，嗜好吃大份量的義大利菜，他有一些著名言論例如「如果你砍我，我流的道奇藍」和將上帝稱為「天上的偉大道奇」。雖然一些人認為他的這種性格僅是吸引人注意的花招並覺得受不了，他的熱情為他贏得了「棒球大使」的名望，且當提及從70年代末到90年代初的道奇幾乎不可能不聯想到他。
在道奇的管理階層，另一個改變也在最近發生，沃特·歐馬利將球隊交給他的兒子彼得·歐馬利（Peter O'Malley），彼得之後代表家族管理道奇到1998年。
球隊在球場上也注入了新血，球隊的核心現在內野，成員為一壘手史帝夫·卡菲伊（Steve Garvey）、二壘手戴維伊·洛普茲（Davey Lopes）、游擊手比爾·羅賽爾（Bill Russell）和三壘手隆·賽（Ron Cey），這四人組在先發陣容內自1973年一同待到1981年，時間長過棒球歷史上的任何內野四人組。投手陣容也還是很堅強，唐·沙頓（Don Sutton）和湯米·約翰（Tommy John）是其中支柱。道奇在1977年和1978年贏得國聯西區冠軍，並這兩年皆擊敗費城費城人隊奪得國聯冠軍，不過兩年皆在世界大賽輸給洋基隊。在1980年，道奇在球季最後一個禮拜的一場三連賽橫掃休士頓太空人使兩者並列國聯西區第一，但在單場決定賽以7：1輸給太空人。

### 喬·托瑞時代
2007年球季，道奇和拒絕紐約洋基合約的名教頭喬·托瑞簽下3年1450萬美金的合約。
2008年球季，道奇以國聯西區冠軍之姿進軍季後賽，在2008年國家聯盟分區賽對上國聯第一種子芝加哥小熊。道奇在不被外界看好的情況下，以直落3橫掃小熊晉級，但在國家聯盟冠軍賽以1:4不敵費城費城人。
2009年球季，道奇在季初一度是全大聯盟戰績最佳的球隊，和第2名的勝場差達到到9場以上，但是在明星賽過後戰績開始下滑，一度還快被分區第2名科羅拉多落磯迎頭趕上，一直到例行賽最後一個系列賽的第1戰獲勝，才確定連莊國聯西區冠軍，也是國家聯盟第一種子。2009年國家聯盟分區賽，道奇在不被看好的情況下，以直落3橫掃紅雀，國家聯盟冠軍賽是要對上和去年同樣的對手費城人，比賽的最後結果還是和去年一樣，道奇以1：4被淘汰。這兩年道奇隊季後賽的戰績皆相同，為4勝4敗，深究道奇無法贏得國聯冠軍的原因，在於先發投手無法提供優質先發，後援投手也常崩盤無法守成。
2010年球季，道奇的戰力在明星賽過後開始下滑，牛棚幾乎每天出狀況，最後無法闖入季後賽，留下80勝82敗的普通戰績。

### 丹·馬丁利時代
2010年球季後，托瑞宣布退休，由前打擊教練丹·馬丁利接手。
許多球迷看好道奇在2011年的表現，但事與願違，2011年球季前半段表現差勁，至6月19日時戰績只有31勝41敗的成積，落後巨人8.5場的勝差。戰績差的原因可歸咎於令人失望的打擊能力以及傷兵一堆的牛棚。2011年球季後半段表現一塌糊塗，至8月20日時戰績只有56勝67敗的成绩，幾乎無法晉級季後賽。老闆Frank McCourt及教練D.Mattingly的責任重大。但8月22日後，道奇打擊大暴發，加上原本堅強的投手群，道奇戰績止跌回升，至9月27日止，道奇戰績為81勝78敗，不但確定五成勝率，且國聯西區第三。
直到2013年道奇換了新買家後開始積極補強，最後道奇在響尾蛇主場封王，這也是道奇繼2009年後再度以分區封王。2013年國家聯盟分區賽面對勇士，系列賽取得2:1領先，8局落後1分、Yasiel Puig率先敲出二壘打，Juan Uribe原本該以犧牲觸擊護送Puig上三壘，沒想到2次都失敗的他最終揮出逆轉2分砲，幫助道奇4:3擊敗勇士。NLCS，道奇以2:4輸給國聯中區冠軍紅雀。這是道奇近6季以來第3度闖進國聯冠軍賽卻以失敗收場。
2014年，道奇連莊國聯西區冠軍，但在NLDS以1:3不敵同樣衛冕國聯中區冠軍的紅雀。
2015年，道奇完成國聯西區3連霸，但在NLDS以2:3不敵大都會。10月22日，道奇決定開除丹·馬丁利，不執行明年的合約。這個冬天道奇不但無法在自由市場留住Zack Greinke，被視為備案的日本強投岩隈久志也被水手攔胡，但道奇和史考特·卡茲米爾簽下一份3年約，接著以一張8年2500萬美金的合約(每年附有1000萬至1200萬美金的激勵獎金)網羅日籍強投前田健太。

### 戴夫·羅伯斯時代
2015年11月23日，戴夫·羅伯斯被任命為道奇總教練。
2016年球季，儘管巨人來勢洶洶、響尾蛇大肆補強，但道奇依然穩健，並順利完成分區4連霸。國家聯盟分區賽，道奇以3:2氣走國民。國聯冠軍賽，道奇最終2:4不敵小熊，再度無緣世界大賽。
2017年球季，雖然道奇剛開始一度和巨人暫處分區落後，但隨後道奇開始加速衝刺，期間甚至打出一波50戰43勝，1912年紐約巨人之後大聯盟最佳戰績。雖然球季尾聲一度吞下11連敗，靠著先前夏天打下的雄厚本錢，以及季中從德州挖來的達比修有助拳，成為第2隻晉級季後賽的球隊。最終例行賽以全大聯盟最佳戰績的104勝58敗，取得季後賽的主場優勢，並完成隊史分區冠軍五連霸。國家聯盟分區賽，道奇以直落3橫掃在外卡驟死賽獲勝的響尾蛇，連續兩年晉級到國聯冠軍賽，再度和小熊交手。國聯冠軍賽，兵強馬壯，誓言復仇的道奇，以4:1擊敗衛冕軍小熊，拿下國聯冠軍，相隔29年再度打進世界大賽，但在世界大賽中，道奇在G7遭休士頓太空人擊敗，錯失贏得隊史第7座總冠軍的機會。
2018年球季，道奇開季多名主力高掛免戰牌，戰績也不理想，但隨著夏天的到來而使球隊回到正軌，季中交易從美聯帶回Manny Machado和Brian Doziar。道奇和落磯在9月都打出一波高潮，加上響尾蛇9月崩盤，雙雙拿下91勝71敗，必須透過加賽決定誰能拿下國西冠軍。最終道奇5:2擊敗落磯，確定拿下國聯第2種子、國西6連霸，並在相隔5年後，再度於NLDS以3：1擊敗國東冠軍勇士，隊史首次連續3年（隊史第13次）闖進國聯冠軍戰，並在第7戰客場5：1淘汰密爾瓦基釀酒人，完成國聯冠軍2連霸，與波士頓紅襪相隔一世紀後再度決戰世界大賽，但最終以1：4再度鎩羽而歸連續兩年拿到世界大賽亞軍。
2019年球季，道奇和總教練羅伯茲續約4年。開季道奇戰績一路領先。9月10日他們在客場以7:3擊敗巴爾的摩金鶯，確定以國聯東區第一種子之姿晉級季後賽，他們也和華盛頓國民進行國聯分區賽。兩隊在分區賽前四場打完以2比2平手。第5場眼看道奇就要拿下勝利，然而救援的克萊頓·克蕭卻被連續敲出2支全壘打。喬·凱利在延長賽被國民隊的霍伊·肯德瑞克擊出滿貫全壘打，道奇因此最終被國民逆轉。
2020年球季，道奇隊成為該年MLB第一支拿到季後賽門票的隊伍。這也是他們自從2013年開始，連續第八年闖入季後賽。
道奇在外卡戰2戰橫掃釀酒人；在國聯分區系列賽3戰橫掃教士。道奇五年內四度闖進國聯冠軍賽，將在國聯冠軍賽首度交手亞特蘭大勇士。
國聯冠軍賽第3戰，洛杉磯道奇一開賽火力就爆發，單局灌進創紀錄的11分，但打完四戰陷入1勝3敗劣勢，再1敗就要結束賽季。第5戰中，洛杉磯道奇捕手Will Smith於6局上從亞特蘭大勇士投手Will Smith手中轟出逆轉致勝3分砲，最終道奇以7比3擊敗勇士，在國聯冠軍戰扳回一城。生死的第7戰，道奇隊Cody Bellinger在7下的特大號陽春砲，助道奇4比3後來居上獲勝，並克服在國聯冠軍賽一度以1勝3負落後的劣勢，最終以4比3逆轉擊敗勇士，4年內3度闖進MLB世界大賽。
世界大賽第4戰，最終坦帕灣光芒靠著Brett Phillips在9局下2出局後擊出的再見安打將系列賽追成2:2平手。最終，道奇以4:2擊敗光芒，自1988年後，再度與同城的洛杉磯湖人一起摘下冠軍金盃，為隊史第7冠。
2021年球季，道奇以8：4擊退重建的響尾蛇，拿下今年的第93勝，同時也確定了打入該年的季後賽，是該年MLB繼同區世仇舊金山巨人後第二支拿到門票的隊伍。這也是他們連續第九年闖入季後賽。球季最後一場雖然道奇以10比3擊敗密爾瓦基釀酒人，由於同區宿敵巨人擊敗教士，該季道奇只能以全聯盟第二的106勝取得外卡資格-繼2006年後再度國聯外卡。國聯外卡面對聖路易紅雀，道奇靠著Chris Taylor 再見兩分砲晉級到國聯分區賽，將面對百年世仇、同時也是本賽季戰績最佳的舊金山巨人，這將是兩支歷史悠久的球隊第一次在季後賽碰頭。
國聯分區系列賽第5戰，道奇9局壓上「終結者」Max Scherzer他只休息2天關門成功，加上9局上Cody Bellinger敲出致勝安打，最終道奇以2:1贏球，晉級國聯冠軍賽，將再度與亞特蘭大勇士交手，最終國聯冠軍賽以2勝4敗輸給亞特蘭大勇士，結束該年比賽，無緣連續進世界冠軍。
2022年球季，道奇以11：2擊退同區的聖地牙哥教士，拿下該年的第96勝，同時確定第一支率先晉級季後賽的球隊，9月14日，道奇隊以4：0客場擊退同區的亞利桑那響尾蛇，拿下今年的第98勝，同時睽違一年後再度國聯西區封王。與教士隊國聯分區系列賽交手中，最終道奇在客場以3比5敗給教士，以1勝3敗戰績輸掉分區系列賽，結束今年令人失望賽季。
2023年球季，道奇於延長賽以6:2擊敗西雅圖水手，加上舊金山巨人雙重賽都輸球，讓道奇順利在國聯西區封王，收下近11年來的第10座分區冠軍，與響尾蛇隊國聯分區系列賽交手中，最終道奇在客場以2比4敗給響尾蛇，以3連敗戰績輸掉分區系列賽結束今年賽季。休賽季積極補強，先後宣布大谷翔平與山本由伸加盟洛杉磯道奇，透過交易從坦帕灣光芒換來王牌投手泰勒·格拉斯諾外，並與自由球員克萊頓·克蕭達成協議，其中大谷翔平簽下10年總額高達7億的合約，完全打破北美四大職業運動的最高薪合約紀錄。山本由伸簽下12年、總額3.25億美元，打破大聯盟投手合約中的史上最高總額紀錄。然而，按照大谷翔平的意思，合約中有顯著的份額為延遲支付，避免道奇隊受豪華稅影響而影響後續補強。
2024年球季，陣容豪華的道奇，若無意外雙王牌就是由泰勒·格拉斯諾與山本由伸共同扛起外，打線的部分將由「MVP」打線大谷翔平、貝茲（Mookie Betts）、弗里曼（Freddie Freeman）共同扛起比賽中展現恐怖火力。
10月31日，世界大賽第5戰道奇隊在5局上洋基守備失誤，克服5分差落後的戰局，8局上再攻超前2分，最終以7比6擊敗洋基隊，寫下世界大賽奪冠1戰史上最大分差逆轉紀錄，系列賽以4勝1敗進帳隊史第8冠。

## 名人堂
布魯克林時期
| - 戴夫·班克羅夫特 (1928年-1929年) - 丹·布魯瑟茲 (1892年-1893年) - 羅伊·坎潘奈拉 (1948年-1957年) - 麥克斯·卡瑞1 (1926年-1929年, 1932年-1933年) - 凱凱·開勒 (1938年) - 里歐·德羅許爾2 (1938年-1946年, 1948年) - 柏雷·葛萊姆斯1 (1918年-1926年, 1937年-1938年) - Ned Hanlon (1899年-1905年) - 比利·赫曼 (1941年-1943年, 1946年) - 韋特·霍伊特 (1932年, 1937年-1939年) - 休伊·詹寧斯 (1899年, 1900年, 1903年) - 威利·凱勒 (1899年-1902年) |  | - Joe Kelley (1899年-1901年) - 喬治·凱利 (1932年) - 湯尼·拉澤里 (1939年) - 弗萊迪·林斯壯 (1936年) - 厄尼·隆巴迪 (1931年) - 艾爾·羅培茲 (1928年-1935年) - 海尼·曼納許 (1927年-1928年) - 瑞比·馬蘭維爾 (1926年) - 魯布·馬夸德 (1915年-1920年) - Tommy McCarthy (1896年) - 喬·麥克金尼堤 (1900年) - 喬·梅德威克 (1940年-1943年, 1946年) |  | - 皮·維·瑞斯 (1940年-1958年) - 傑基·羅賓森（1947年-1956年） - Wilbert Robinson (1914年-1931年) - 杜克·史奈德 (1947年-1962年) - 凱西·史丹格爾2 (1912年-1913年, 1934年-1936年) - 達齊·凡斯 (1922年-1932年, 1935年) - 亞齊·沃恩 (1942年-1943年, 1947年-1948年) - 洛伊德·華納 (1944年) - 保羅·華納（1941年、1943年-1944年） - 約翰·蒙哥馬利·瓦德1 (1891年-1892年) - 札克·惠特 (1909年-1926年) - 哈克·威爾森 (1932年-1934年) |

洛杉磯時期
| - Walter Alston (1954年-1976年) - 吉姆·邦寧 (1969年) - 蓋瑞·卡特 (1991年) - 唐·德萊斯戴爾 (1956年-1969年) - 瑞奇·韓德森 (2003年) - 山迪·柯法斯 (1955年-1966年) |  | - 湯米·拉索達2 (1954年-1955年, 1976年-1996年) - 葛瑞格·麥達克斯 (2006年,2008年) - 胡安·馬里寇爾 (1975年) - 佩卓·馬丁尼茲 (1992-1993年) - 艾迪·莫瑞 (1989年-1991年, 1997年) - Walter O'Malley (1950年-1979年) |  | - 麥克·皮耶薩（1992年-1998年） - 法蘭克·羅賓森（1972年） - 唐·薩頓 (1966年-1980年, 1988年) - 喬·托瑞（2008年-2010年） - Hoyt Wilhelm (1971年-1972年) |

1 – 以球員身分進入名人堂，也曾當過道奇的總教練。

2 – 以總教練身分進入名人堂，也曾當過道奇的球員。

## 退休背號
- 1 皮·維·瑞斯, SS, Brooklyn 1940-57, Los Angeles 1958;  Coach, 1959
- 2 湯米·拉索達, P, Brooklyn 1954-55; Manager, Los Angeles 1976-96; General Manager, 1998
- 4 杜克·史奈德, OF, Brooklyn 1947-57, Los Angeles 1958-62
- 14 吉爾·霍吉斯, 1B, Brooklyn 1943、1947-57, Los Angeles 1958-61
- 19 Jim Gilliam（英语：Jim Gilliam）, 2B-3B, Brooklyn 1953-57, Los Angeles 1958-66; Coach, 1967-78
- 20 唐·薩頓, P, Los Angeles 1966-80, 1988
- 24 Walter Alston, Manager, Brooklyn 1954-57, Los Angeles 1958-76
- 32 山迪·柯法斯, P, Brooklyn 1955-57, Los Angeles 1958-66
- 34 費南多·瓦倫祖拉, P, Los Angeles 1980-90
- 39 羅伊·坎潘奈拉, C, Brooklyn 1948-57
- 42 傑基·羅賓森, 2B, Brooklyn 1947-56
- 53 唐·德萊斯戴爾, P, Brooklyn 1956-57, Los Angeles 1958-69

1997年，適逢傑基·羅賓森進入大聯盟五十週年，為了紀念這位偉大球員不凡的意義與卓越的人生，所有大聯盟球隊都將42號球衣退役，以提醒世人珍惜這個自由平等的年代。因此42號球衣在大聯盟正式全面退役，所有球隊新進選手均不得再使用這個背號，這項職業體壇的空前創舉，正是由羅賓森代表的42號球衣，光榮的首開先例。

## 競爭對手
- 舊金山巨人(百年世仇)
- 洛杉磯安那罕天使(跨聯盟)
- 聖地牙哥教士
- 紐約洋基
- 亞利桑那響尾蛇
- 休士頓太空人
- 聖路易紅雀
- 辛辛那提紅人